# Sösdala landskommun
Sösdala landskommun var en tidigare kommun i dåvarande Kristianstads län. 

## Administrativ historik
Den bildades som så kallad storkommun i samband med kommunreformen 1952 genom sammanläggning av de tidigare kommunerna Brönnestad, Häglinge, Norra Mellby och Tjörnarp. Kommunen fick sin namn från tätorten Sösdala. Från Norra Mellby tillfördes Sösdala municipalsamhälle som sedan upplöstes 31 december 1966. 
År 1969 bröts Tjörnarps församling ut och fördes till Höörs köping i Malmöhus län. Resten av landskommunen uppgick 1974 i Hässleholms kommun.
Kommunkoden var 1133.

### Kyrklig tillhörighet
I kyrkligt hänseende tillhörde kommunen församlingarna Brönnestad, Häglinge, Norra Mellby och Tjörnarp.

## Geografi
Sösdala landskommun omfattade den 1 januari 1952 en areal av 216,76 km², varav 209,40 km² land.

### Tätorter i kommunen 1960
| Tätort     | Folkmängd |
| ---------- | --------- |
| Sösdala    | 1 461     |
| Tjörnarp   | 504       |
| Tormestorp | 430       |

Tätortsgraden i kommunen var den 1 november 1960 51,3 procent.

## Politik

### Mandatfördelning i Sösdala landskommun 1950-1970
| 13 |  | 11 | 6 | 9 |

| 39 |

| 12 | 9 | 5 | 9 |

| 34 |

| 11 | 11 | 4 | 9 |

| 35 |

| 12 | 11 | 5 | 7 |

| 34 |

| 10 | 5 | 9 | 5 | 6 |

| 33 |

| 11 | 6 | 10 | 3 | 5 |

| 32 |

### Mandatfördelning i Sösdala municipalsamhälle 1962
| 6 | 9 |

| 15 |